# 2018年9月2日摩加迪休爆炸案
2018年9月2日，索马里摩加迪休发生了自杀式汽车炸弹袭击。

## 事件
2018年9月2日，一辆汽车在政府办公室附近被军事人员拦截后引爆，造成包括在场的3名士兵在内的至少6人死亡，另有14人受伤。这起事件还造成附近一所学校倒塌，附近房屋受损，一座清真寺屋顶被炸毁，目标建筑也被摧毁。

## 反应
袭击发生后不久，伊斯兰激进组织青年党宣称对这次袭击负责。该组织经常用炸弹袭击首都，曾于2017年10月卡车炸弹袭击中炸死587人。